# Subfertilität
Unter Subfertilität versteht man die eingeschränkte Zeugungs- bzw. Empfängnisfähigkeit bei Männern bzw. Frauen.
Eine leichte Subfertilität liegt vor, wenn eine Schwangerschaft ausbleibt, obwohl während sechs Zyklen der Frau ungeschützter und auf Befruchtung ausgerichteter Geschlechtsverkehr stattgefunden hat. Wenn auch nach zwölf Zyklen der Kinderwunsch unerfüllt bleibt, spricht man von schwerer Subfertilität.
Die häufigsten Ursachen für eine Subfertilität bei der Frau sind Fehlfunktionen der Eierstöcke oder Eileiter. Beim Mann kann die Anzahl oder die Beweglichkeit der Spermien nicht stimmen. Bei mindestens einem Viertel der Paare lässt sich keine definitive Ursache feststellen. Ferner beeinflussen sich die beiden Partner gegenseitig, wenn eine leichte reproduktive Einschränkung eines Partners nur deswegen zu einer Subfertilität führt, weil der andere Partner diese nicht kompensieren kann.
Wenn es innerhalb eines Jahres trotz ungeschützten Geschlechtsverkehrs zu keiner Schwangerschaft kommt, wird von Infertilität gesprochen.
Siehe auch: In-vitro-Fertilisation, Fruchtbarkeit